# Rio Guarani
Der Rio Guarani ist ein etwa 90 km langer rechter Nebenfluss des Rio Iguaçu im Süden des brasilianischen Bundesstaats Paraná.

## Etymologie
Guarani ist der Name des Volkes, das das Innere von Paraná vor der Verdrängung durch Europäer und ihre Abkömmlinge bewohnte.

## Geografie

### Lage
Das Einzugsgebiet des Rio Guarani befindet sich auf dem Terceiro Planalto Paranaense (Dritte oder Guarapuava-Hochebene von Paraná).

### Verlauf
Sein Quellgebiet liegt auf der Grenze der drei Munizipien Quedas do Iguaçu, Guaraniaçu und Espigão Alto do Iguaçu auf 453 m Meereshöhe etwa 8 km westlich der Terra Indígena Rio das Cobras. 
Der Fluss verläuft überwiegend in südwestlicher Richtung zunächst entlang der Grenze zwischen Quedas do Iguaçu und Guaraniaçu. Ab der rechtsseitigen Einmündung des Rio Izolina nach etwa 30 km bildet er die südöstliche Grenze des Munizips Catanduvas. In seinem Unterlauf grenzt er die Munizipien Três Barras do Paraná und Quedas do Iguaçu voneinander ab. Er mündet auf 326 m Höhe von rechts in den Rio Iguaçu. Er ist etwa 90 km lang.

### Munizipien im Einzugsgebiet
Am Rio Guarani liegen fünf Munizipien:
- Espigão Alto do Iguaçu

rechts:
- Guaraniaçu
- Catanduvas
- Três Barras do Paraná

links:
- Quedas do Iguaçu.